# Ankur
Pour plus de détails, voir Fiche technique et Distribution.
Ankur (अंकुर, littéralement « le semis ») est un film indien de Shyam Benegal, en couleur et en ourdou sorti en 1974. Il s’agit du premier long métrage de Shyam Benegal qui marque également les débuts de nombreux acteurs indiens. (Sadhu Meher avait déjà joué dans le film Bhuvan Shome. Shabana Azmi avait joué dans d'autres films aussi, mais c'était Ankur qu'on a laissé sortir. On ne sait pas si c'était le premier film de Kader Ali Beg ou non). Comme beaucoup d'autres films de Benegal, il fait partie du genre des films d'art indiens. L'intrigue se base sur une vraie histoire qui a eu lieu à Hyderabad, apparemment pendant les années 1950. C'était filmé presque complètement en extérieur.
Le film dure environ 130 minutes.
Ce film comprend une scène de flagellation et plus de diffamation qu'on trouve d'habitude dans les films indiens.

## Synopsis
Lakshmi et son mari Kishtayya sont deux intouchables au service de Surya, le fils d'un riche propriétaire terrien. Kishtayya, potier sourd-muet et alcoolique, ne communique que par gestes. Surya, marié contre sa volonté à une fille trop jeune, est attiré par Lakshmi, qui de son côté tente de faire arrêter son mari de boire. Après que son mari soit parti, Surya la convainc de devenir sa maitresse en lui promettant de prendre soin d'elle, affirmant ne pas adhérer au régime de castes et ne pas craindre l'autorité de son père. Pourtant, dès que celui vient et lui fait la morale, pour ne serait ce que se laisser servir par une Intouchable, et que sa jeune femme le rejoint, il se détourne complètement de Lakshmi, qui est relayée à sa position de servante, puis congédiée par Surya après lui avoir dit sa grossesse et le refus d'avorter. Finalement, son mari  Kishtayya revient, et se réjouit que sa femme soit enceinte. Le croyant au courant de leur relation et venant le confronter, Surya le fouette férocement, Lakshmi dénonce alors l'opression de Surya.

## Fiche technique
- Titre : Ankur
- Titre original : अंकुर
- Réalisation : Shyam Benegal
- Scénario : Shyam Benegal et Satyadev Dubey (dialogues)
- Musique : Vanraj Bhatia
- Photographie : Govind Nihalani
- Montage : Bhanudas Divakar
- Production : Mohan J. Bijlani et Freni Variava
- Société de production : Blaze Film Enterprises
- Pays :  Inde
- Genre : Drame
- Durée : 131 minutes
- Dates de sortie : 
  -  Allemagne : juin 1974 (Berlinale)

## Distribution
- Shabana Azmi : Laxmi
- Sadhu Meher : Kishtayya, le mari de Laxmi
- Anant Nag : Surya
- Dalip Tahil
- Priya Tendulkar : Saroj

## Récompenses
Ankur a remporté 43 prix en Inde et à l'étranger, dont trois prix nationaux. Le film a par ailleurs été proposé pour figurer dans les nominations aux Oscars du cinéma en 1974.